# Багачу (Клуж)
Багачу (рум. Băgaciu) насеље је у Румунији у округу Клуж у општини Палатка. Oпштина се налази на надморској висини од 344 m.

## Становништво
Према подацима из 2002. године у насељу је живело 65 становника, од којих су сви румунске националности.